# معركة نيات
يوم نيات ويسمى كذلك يوم الأطراف وهو يوم من أيام العرب في الجاهلية وكان بين قبيلة هذيل وقبيلة فهم في منطقة نيات الموجودة جنوب في اقصى جنوب الشفا قرب الطائف اليوم.

## خبر اليوم

### رواية الإمام السكري (275 هـ)
ذكر الراوية الجمحي خبر هذا اليوم فقال.
| معركة نيات | كان من حديث قوم من بني معاوية بن تميم بن سعد بن هذيل فيهم غاسل بن غزية الجربي أنهم خرجوا يريدون فهم فسلكوا طريق النجدية حتى بلغوا السراة فلقيهم رجل منهم فقال لهم من تريدون ؟ فقالوا نريد فهم في الليث قال ألا أدلكم على أخمر داراً من فهم ؟ هذه بنو خوف بطن من فهم عندكم في نيات فانصبوا بالكدى - فبيتوا بني خوف بين الأطراف - ثم انحرفوا اخر الليل فخرجوا شعاب ظهر الفرع حتى ندروا ذنب كراث فسلكوا ذات السمرة حتى قدموا على دار من بني قريم - من هذيل - بالسرو وقد لصقت سيوفهم بأغمادها من الدم فوجدوا خباء (خيمة) لأياس بن المقعد القرمي الهذلي في الدار فقال لهم من بيتم ؟ ( قتلتم ) قالوا بيتنا بني خوف | معركة نيات |

وذكر الجمحي انهم خرجوا من عند أياس بن المقعد فرحلوا الى وادي نمار واتت بني فهم الى اياس بن المقعد فسألوه عنهم فقال لقيت قوما بثنية عرعر في الصبح وهم الا في عرنة او نعمان. فارتدت بني فهم ولم تلحقهم. وقال غاسل بن عزية الجربي في هذا اليوم.

### رواية الأصفهاني (356 هـ)
ذكر أبو عمرو الشيبانيّ: أنّه خرج في نفر من قومه يريد الغارة على فهم، فسلكوا النّجديّة حتى إذا بلغوا السّراة أتاه رجل فقال: أين تريدون؟ قالوا نريد فهما فقال: ألا أدلّكم على خير من ذلكم وعلى قوم دارهم خير من دار فهم ؟ هذه دار بني خوف عندكم، فانصبّوا عليهم على الكداء حتى تبيّتوا بني حوف. فقبلوا منه وانحرفوا عن طريقهم، وسلكوا في شعب في ظهر الطّريق حتى نفذوه، ثم سلكوا على السّمرة، فمرّوا بدار «بني قريم» بالسّرو، وقد لصقت سيوفهم بأغمادهم من الدّم فوجدوا إياس بن المقعد في الدّار، وكان سيدا، فقال: من أين أقبلتم؟ فقالوا: أتينا بني حوف، فدعا لهم بطعام وشراب، حتى إذا أكلوا وشربوا دلّهم على الطريق وركب معهم، حتى أخذوا سنن قصدهم، فأتوا بني حوف، وإذا هم قد اجتمعوا مع بطن من فهم للرّحيل عن دارهم، فلقيهم أول من الرّجال على الخيل فعرفوهم، فحملوا عليهم وأطردوهم ورموهم، فأثبتوا أثيلة جريحا ومضوا لطيّتهم. وعاد إليه أصحابه فأدركوه ولا تحامل به، فأقاموا عليه حتى مات، ودفنوه في موضعه. فلمّا رجعوا سألهم عنه المتنخّل، فدامجوه وستروه يعلم بمقتل ابنه ويرثيه:.